# 교황 특사
교황 특사(敎皇特使, 라틴어: Legatus Apostolicus)는 다른 국가나 지역 교회에서 교황의 자격을 대신하는 임무를 맡은 로마 가톨릭교회의 고위 성직자를 일컫는 용어이다. 교황특사는 특별히 교황으로부터 기독교 신앙이나 성직과 관련된 문제 등에 관한 권한과 사명을 위임받은 직책이다.
교황 특사의 임명권은 전적으로 교황에게 있으며, 보통 한 국가의 통치자나 교회 단체 또는 세계 공의회나 십자군 파병 등 중요한 종교적 모임이 거행되는 장소에 파견된다.

## 분류
교황 특사는 그 성격에 따라 다음과 같은 직책으로 구별된다.

### 교황 대사
오늘날 가장 일반적인 교황특사의 형태는 교황대사이다. 교황대사의 임무는 성좌와 외교 관계를 수립한 나라에 거주하면서 해당 국가와 성좌 및 가톨릭교회와의 관계를 강화하는 것이며, 동시에 해당 국가의 정부에 성좌의 외교적 대변인의 역할을 수행하는 것이다.

### 교황 사절
교황사절은 성좌와 어떠한 외교관계도 맺고 있지 않은 나라에 파견하는 교황특사이다. 비록 해당 국가 정부로부터 신임장은 받지 않지만, 그 나라의 가톨릭교회와의 연락 담당자로 봉사하는 역할을 수행한다. 콜린 매컬로의 소설 《가시나무새들》에는 호주에서 활동하는 교황사절이 나온다.

### 교황전권사절
교황의 직접 대리자로서 교회 업무를 처리하거나 교회의 중요회의를 주재하기 위해 파견되는 사절이다. 11세기경부터 항상 추기경이 이 임무를 맡으면서 그 대외적인 위신이 높아졌다.

## 같이 보기
- 교황 대사